# 本多重玄
本多 重玄（ほんだ しげはる、天文11年（1542年） - 弘治4年（1558年））は、戦国時代の武将。通称九蔵。本多重次の弟。

## 略歴
本多重正の四男で、松平元康に仕えた。弘治4年（1558年）寺部城の戦いで討死した 。享年17。
井野村（取手市井野）の青柳本願寺には礎石二層にして長方形の重玄の墓石がある。